# Степанюк Володимир Ярославович
Володи́мир Яросла́вович Степаню́к — солдат Збройних сил України.
У мирний час проживає в селі Старостинці Погребищенського району. В кінці літа 2014-го був важко поранений в руку, довго лікувався.

## Нагороди
За особисту мужність і героїзм, виявлені у захисті державного суверенітету та територіальної цілісності України, вірність військовій присязі під час російсько-української війни
- нагороджений орденом «За мужність» III ступеня (26.2.2015).